# براين تايلور (كرة سلة)
براين تايلور (بالإنجليزية: Brian Taylor) مواليد 9 يونيو 1951 في نيوجيرسي، هو لاعب كرة سلة أمريكي معتزل. بدأ مسيرته الاحترافية في سنة 1972. تم اختياره من قبل فريق سياتل سوبرسونيكس خلال الدرافت. حمل الرقم 14. يبلغ طوله 6 قدم 2 بوصة (1.9 م). اعتزل اللعب في 1982. أحرز خلال مسيرته في الإن بي إيه 7868 نقطة بمعدل 13.1 نقطة في المباراة الواحدة.

## المسيرة الاحترافية
لعب مع بروكلين نتس من سنة 1972 إلى 1976، ثم لعب مع سكرامنتو كينغز في موسم 1976–1977، ثم لعب مع دنفر ناغتس في موسم 1977–1978، ثم لعب مع لوس أنجلوس كليبرز من سنة 1978 إلى 1982.

## روابط خارجية
- براين تايلور على موقع إن بي أي (الإنجليزية)
- براين تايلور على موقع سبورتس رفرنس (الإنجليزية)
- براين تايلور على موقع كلية كرة السلة في سبورتس رفرنس.كوم (الإنجليزية)
- براين تايلور على موقع ريلجم (الإنجليزية)
- براين تايلور على موقع بروبوليرز (الإنجليزية)